# Catedral de Bagrati
La catedral de Kutaisi, més coneguda normalment com catedral de Bagrati (en georgià: ბაგრატი; ბაგრატის ტაძარი, o Bagratis tadzari), és una catedral del segle xi a la ciutat de Kutaissi, a la regió d'Imerècia, Geòrgia. Està inscrita en la llista del Patrimoni de la Humanitat de la UNESCO des de l'any 1994, juntament amb el monestir de Guèlati com una mateixa entitat. El 29 de juliol, en la reunió del Comitè del Patrimoni de la Humanitat de 2010, la catedral, al costat del monestir, varen ser inclosos en la llista de Patrimoni de la Humanitat en perill: expressà el Comitè seus seriosos dubtes sobre les intervencions irreversibles realitzades com a part d'un projecte de reconstrucció.

## Història

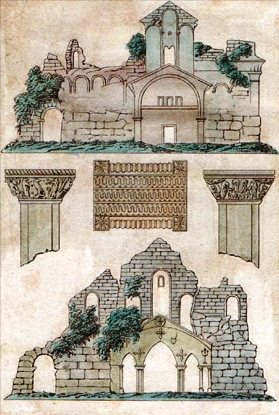
Gravat del 1838

La catedral ha estat considerada una obra mestra de l'arquitectura medieval georgiana. Monument distintiu en l'escenari de Kutaissi central, la catedral descansa sobre el cim del turó Uk'imerioni. Va ser construïda en els primers anys del segle xi, durant el regnat de Bagrat III de Geòrgia, d'on procedeix el seu nom, «catedral Bagrati», això és, 'la catedral de Bagrat'. Una inscripció a la paret nord revela que el sòl es va establir l'any «chronicon 223», és a dir, el 1003. El 1692 va ser devastada en una explosió per les tropes otomanes, que havien envaït el Regne d'Imerècia. L'incident va causar que la cúpula i el sostre s'esfondressin, deixant la catedral en un estat ruïnós.
Les obres de conservació i restauració, així com els estudis arqueològics, que van començar el 1952, encara estan duent-se a terme. El 2001, la catedral va ser retornada a l'Església ortodoxa georgiana. Ara té un ús limitat per a serveis religiosos, però atrau molts pelegrins i turistes. També sovint és usada com un símbol de tota la ciutat de Kutaissi, una de les seves principals atraccions turístiques.

## Conservació

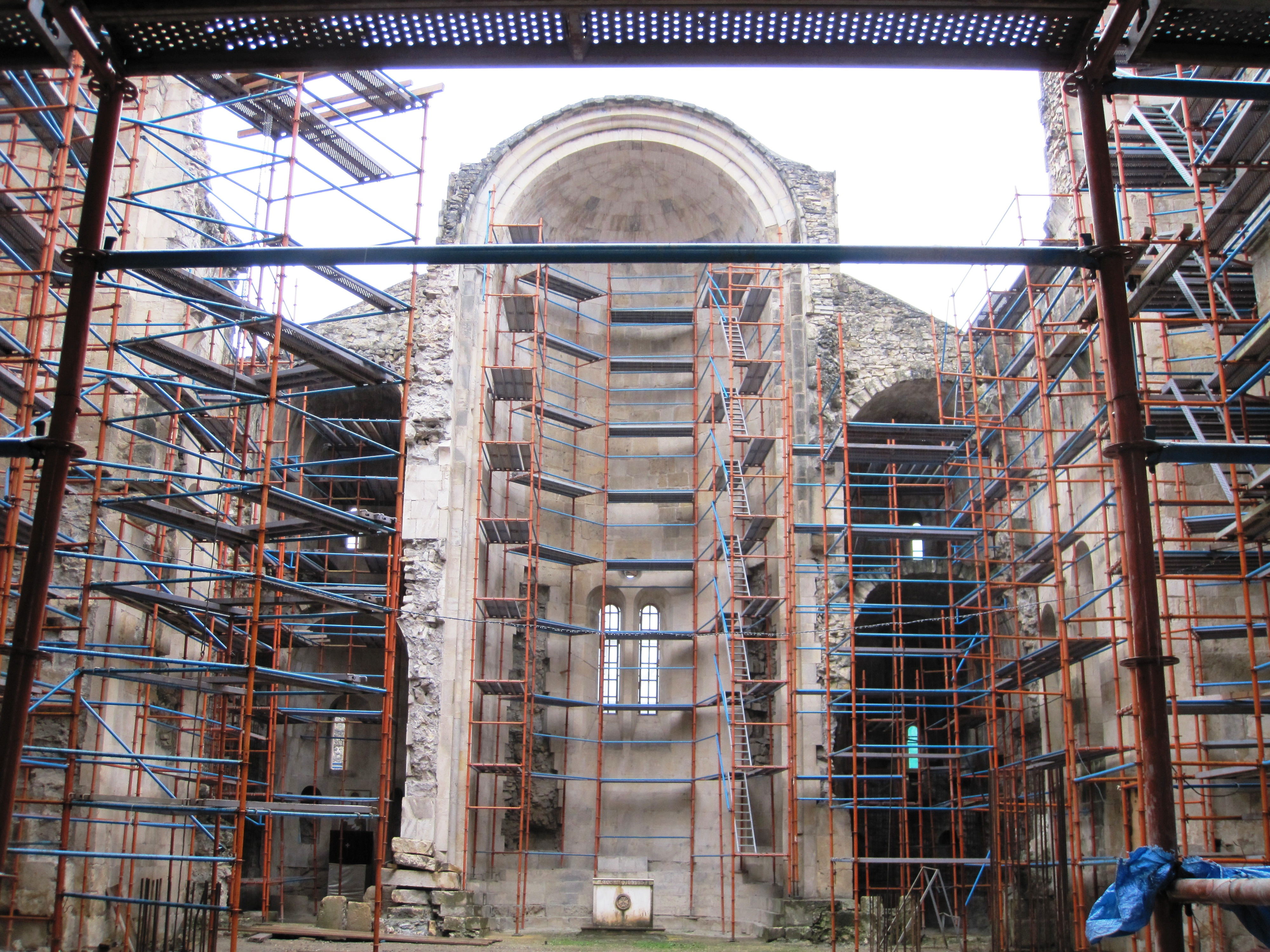
Durant els treballs de restauració (2009)

El 2010, sota la direcció d'un arquitecte italià, Andrea Bruno, Geòrgia va iniciar diverses obres de reconstrucció destinades a retornar la catedral de Bagrati al seu estat originari com un espai religiós. El juliol de 2010 la UNESCO va afegir la catedral de Bagratli a la llista de llocs del Patrimoni mundial en perill d'extinció, en part a causa de la reconstrucció permanent, que es temia que pogués afectar la integritat estructural i l'autenticitat del lloc. Fins i tot abans dels treballs de reconstrucció, el 2008, ICOMOS estava preocupat per l'estat de deteriorament de Bagrati, però va elogiar que tots els esforços de conservació per part del govern no incloguessen un tipus de reconstrucció que afectaria el valor històric del lloc. El 2011 la UNESCO va instar les autoritats del Govern de Geòrgia per desenvolupar una estratègia de rehabilitació de revertir alguns dels canvis realitzats en l'edificació durant els darrers anys, però va reconèixer que aquestes alteracions podien ser gairebé irreversibles. El 2013, l'arquitecte Andrea Bruno va ser guardonat amb la medalla d'or de l'estat de Geòrgia pel seu paper en la reconstrucció de la catedral de Bagrati i posteriorment va ser reconegut per aquest projecte amb el Premi Internacional Domus de Restauració i Conservació de la Universitat de Ferrara.

## Galeria

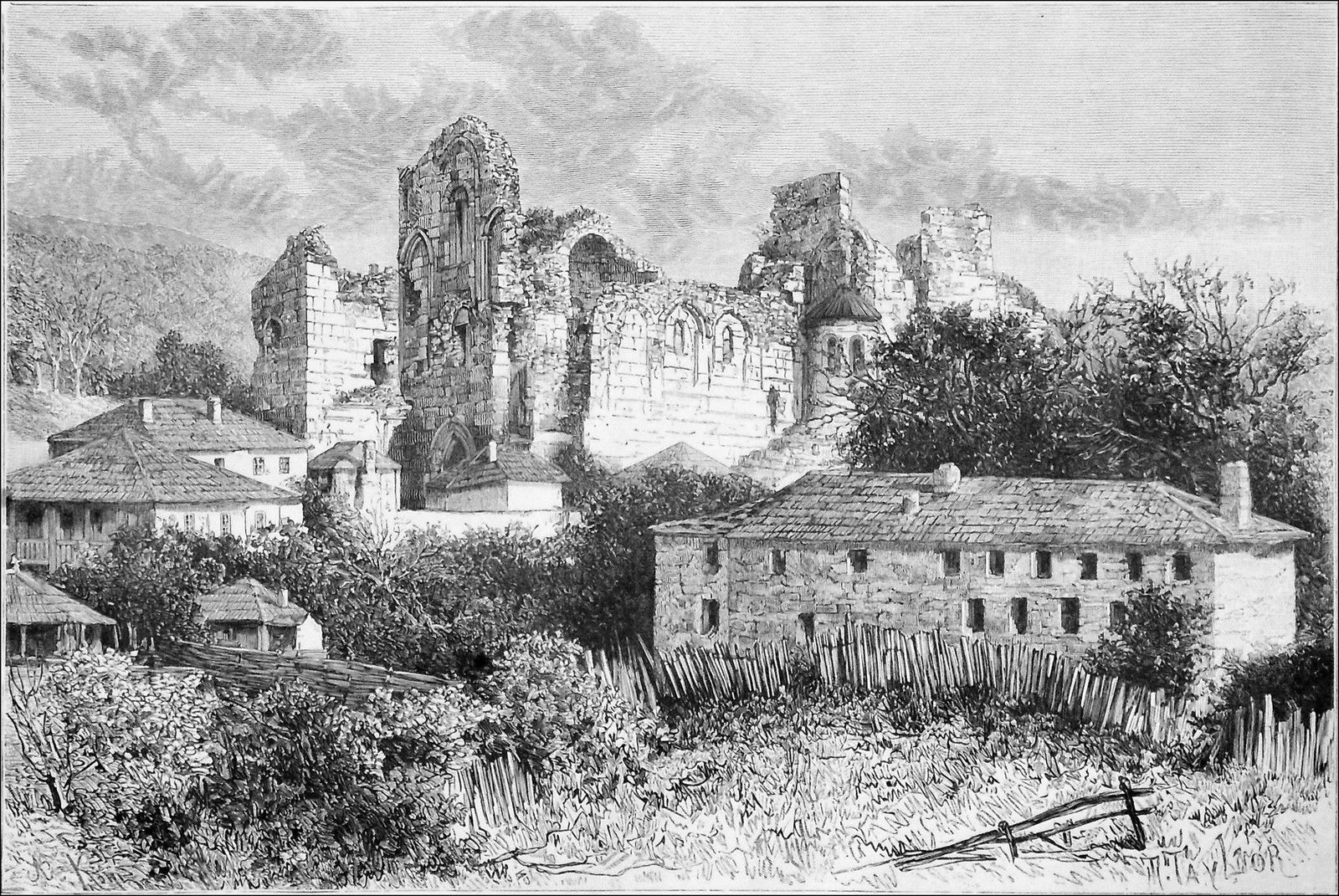
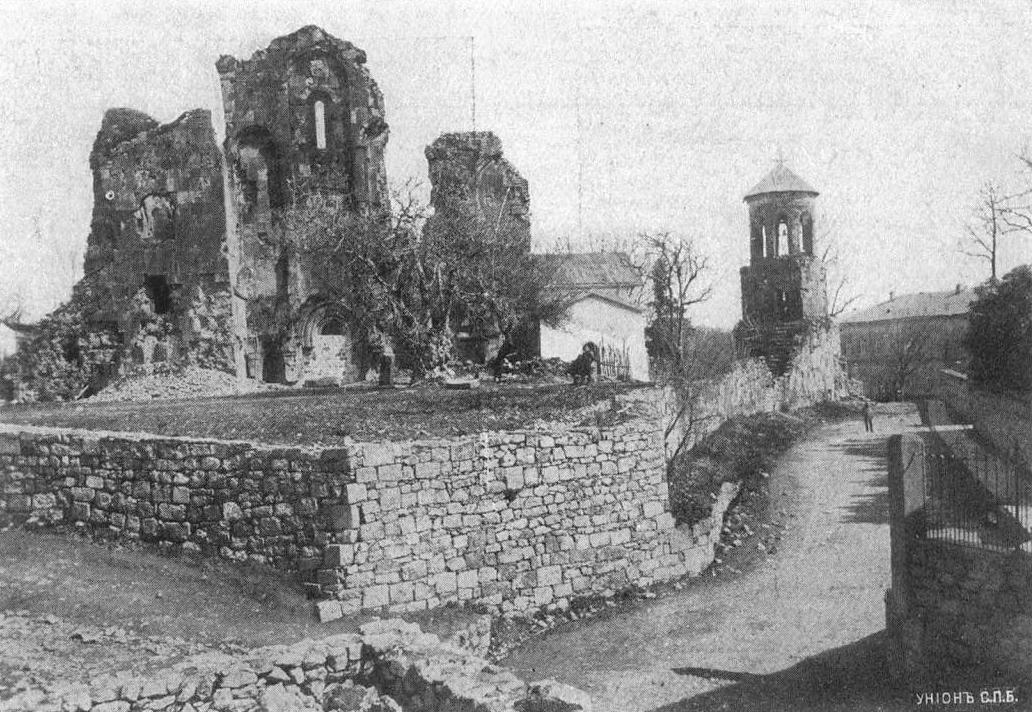
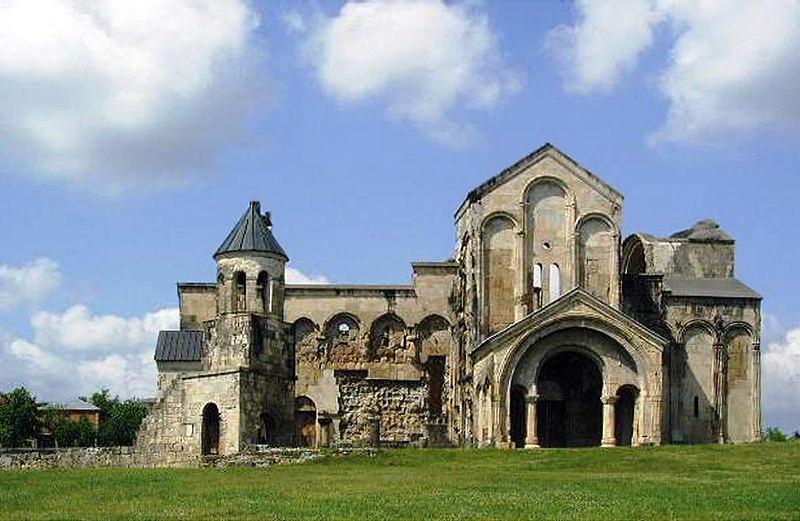
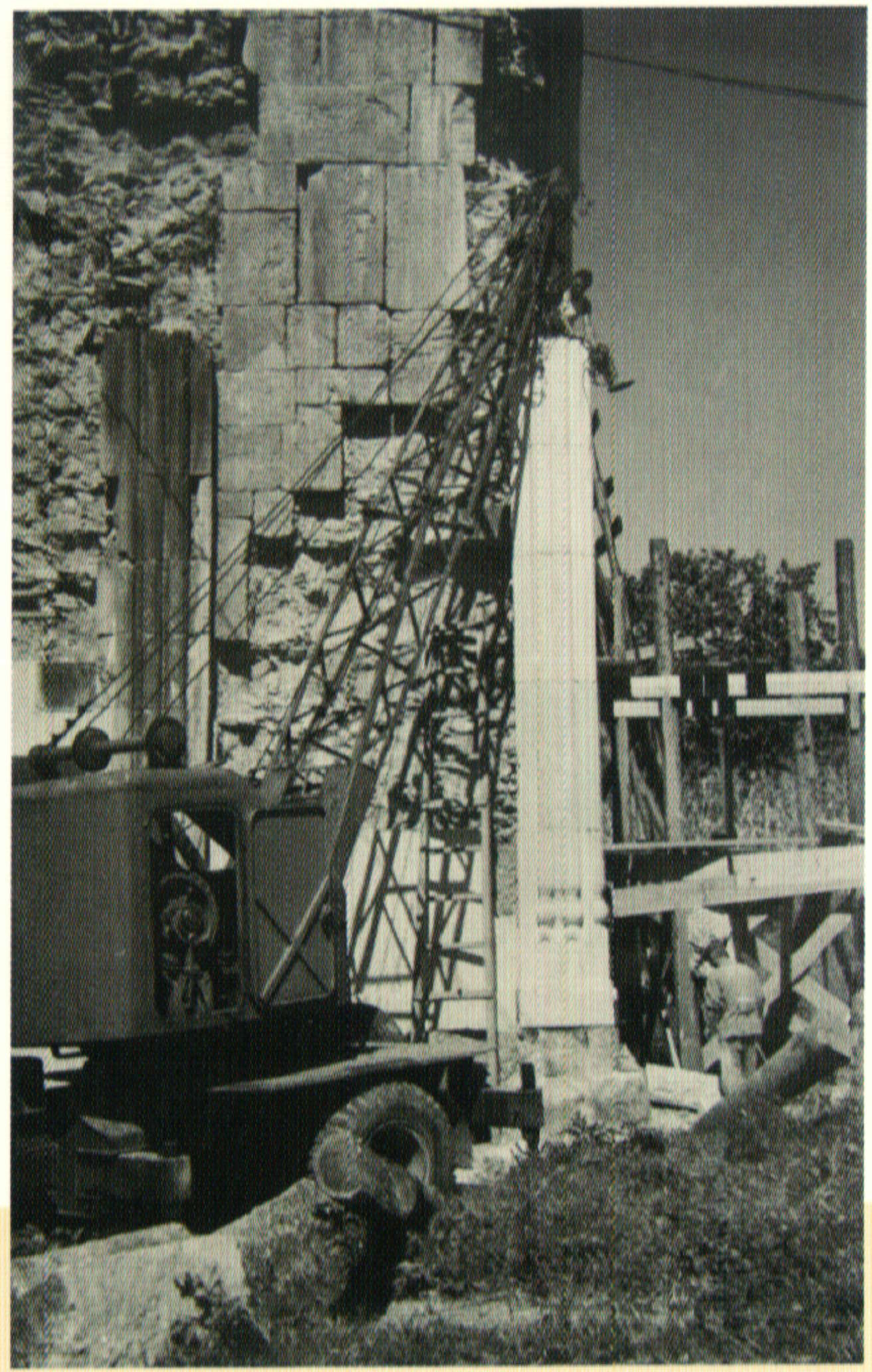
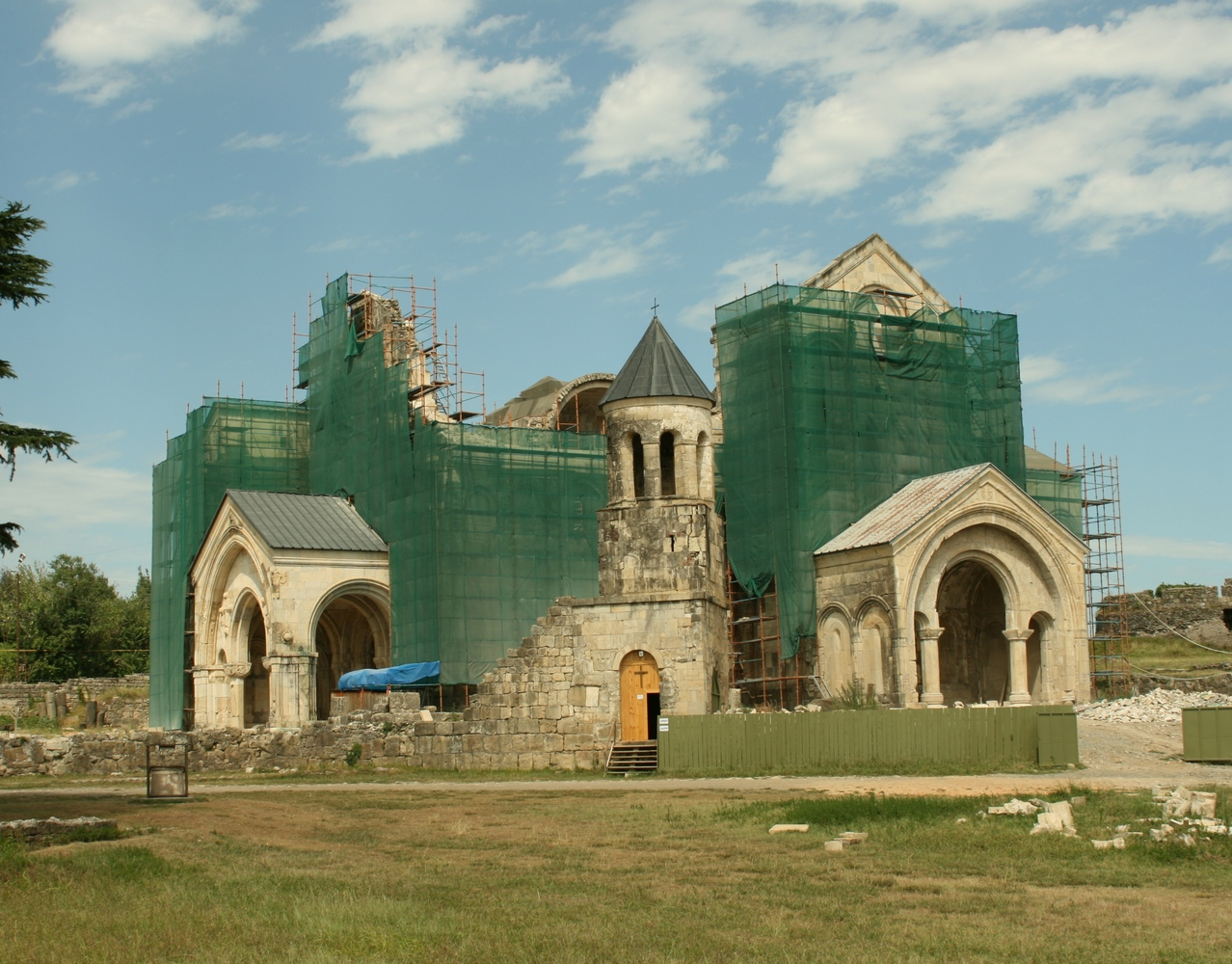
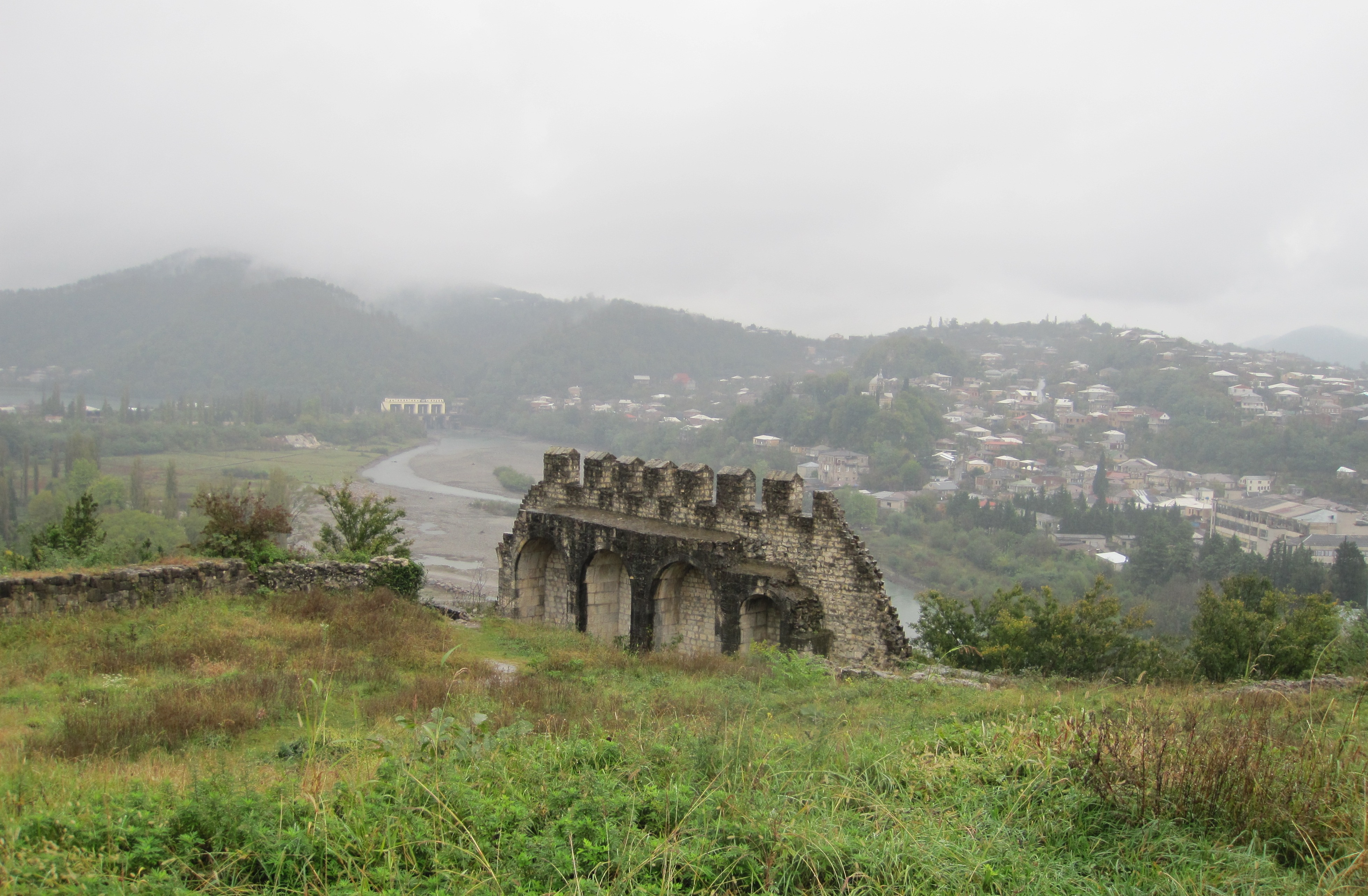
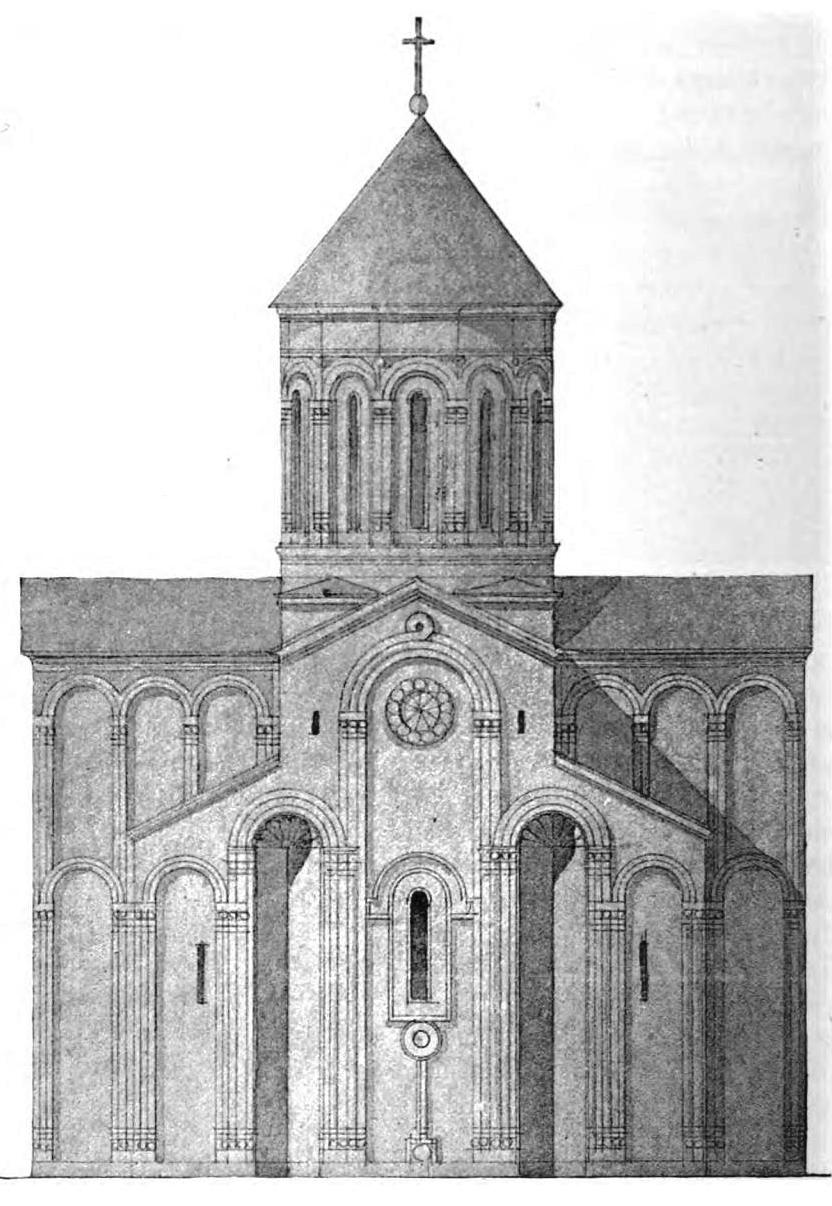
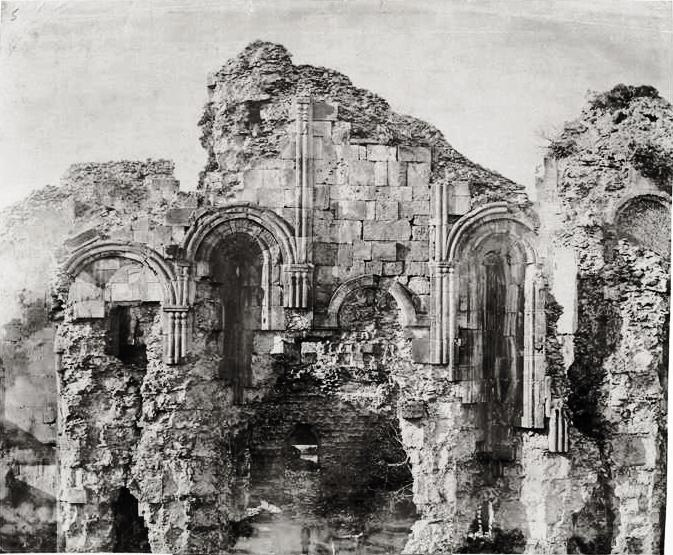
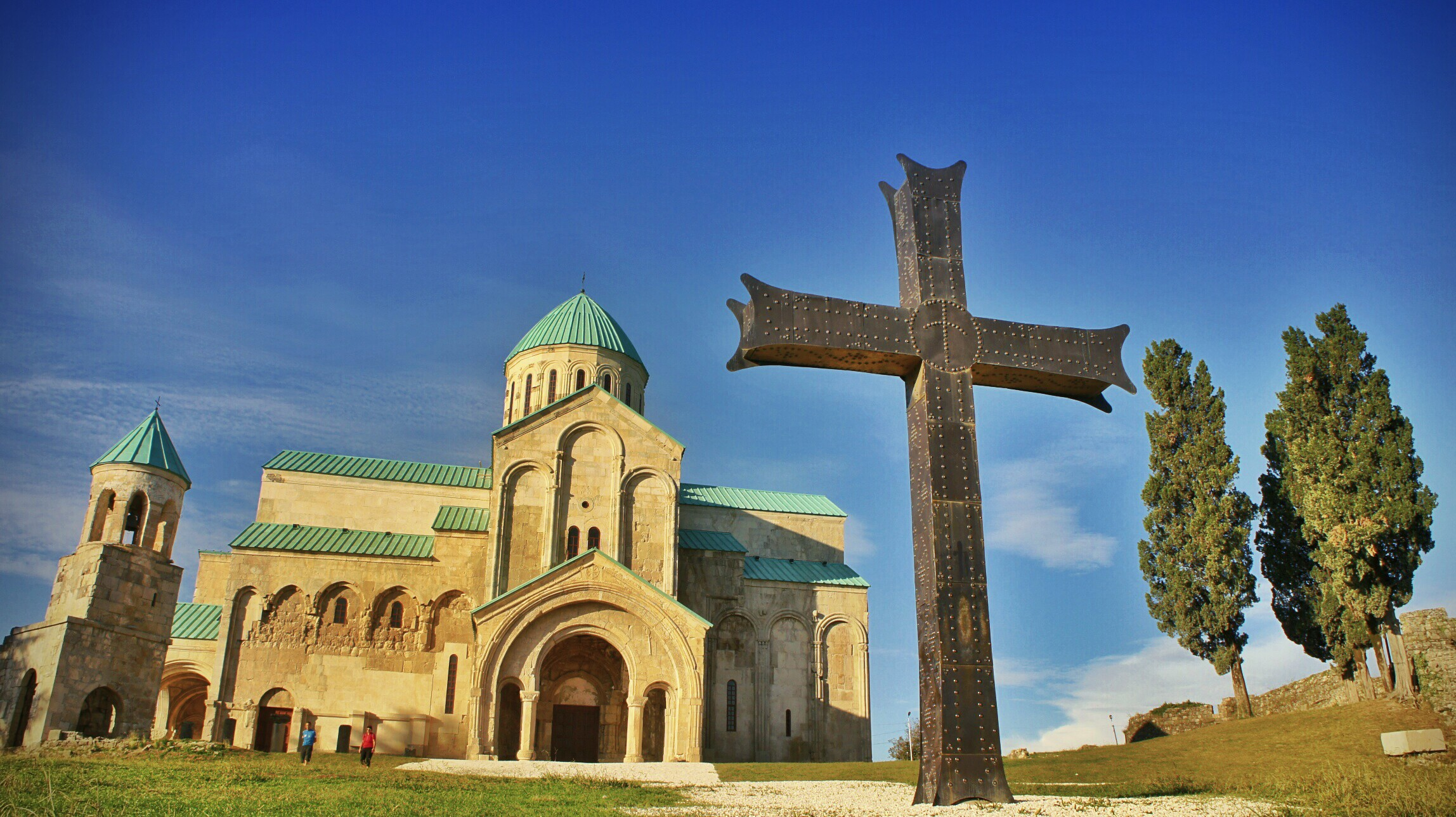
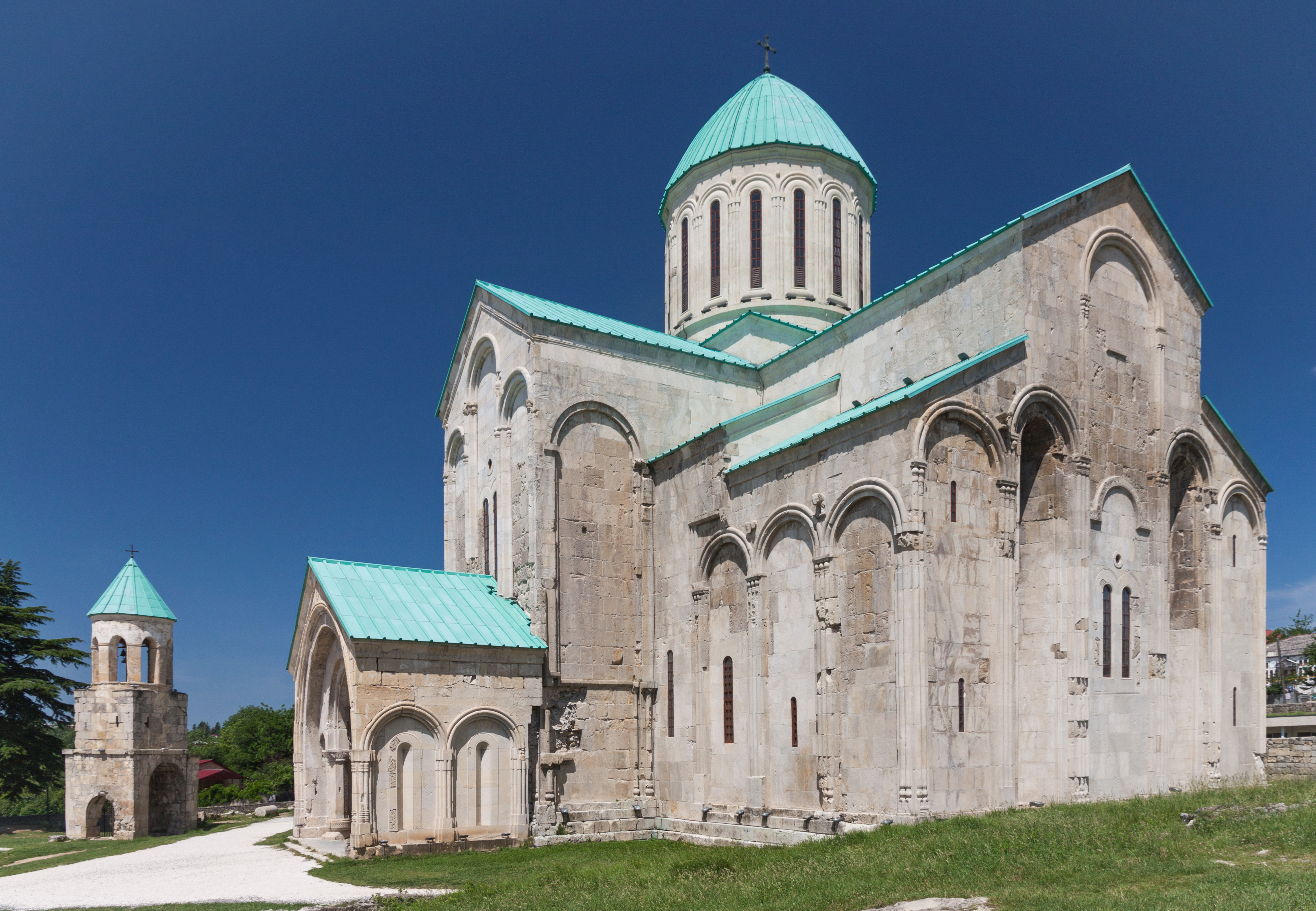
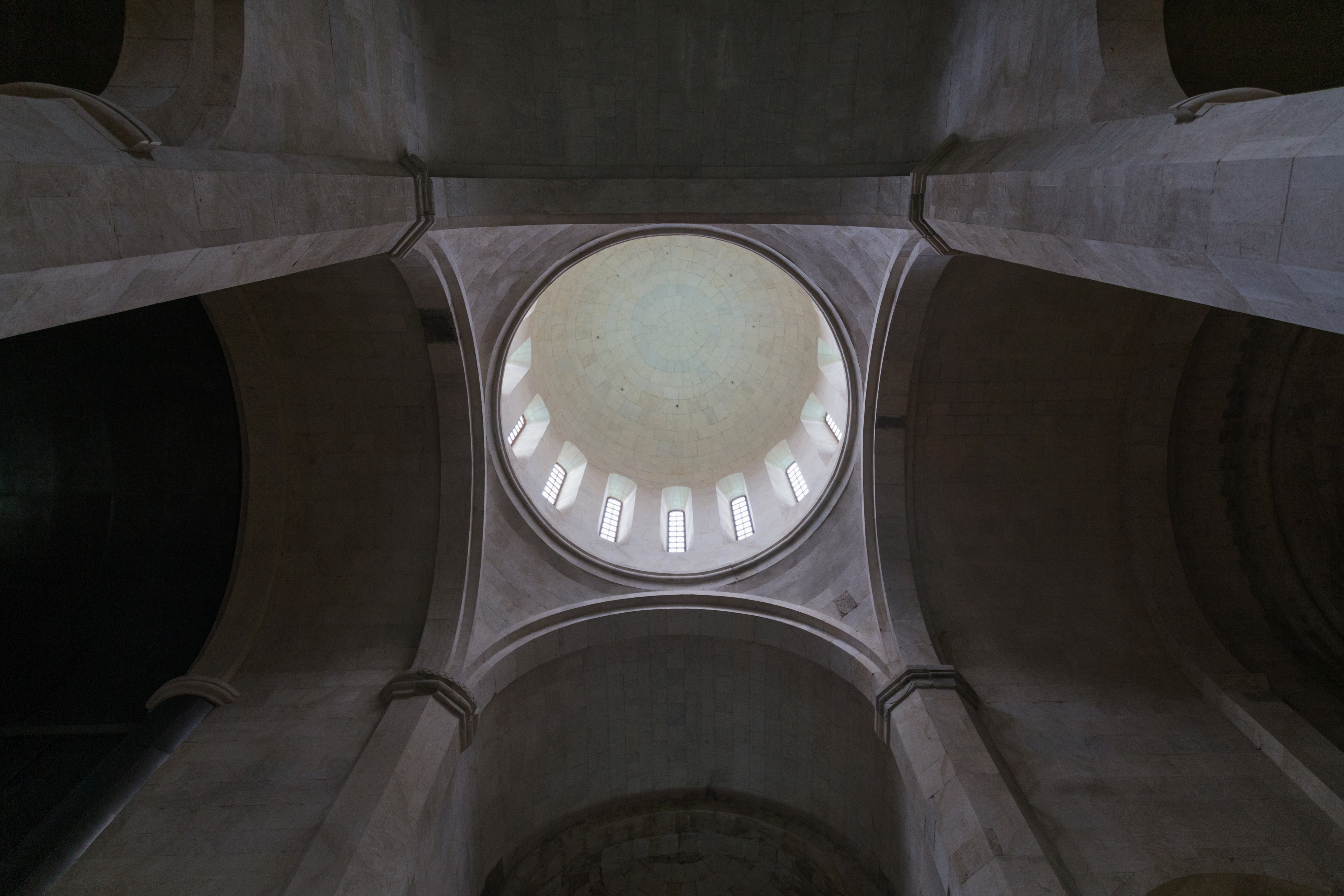
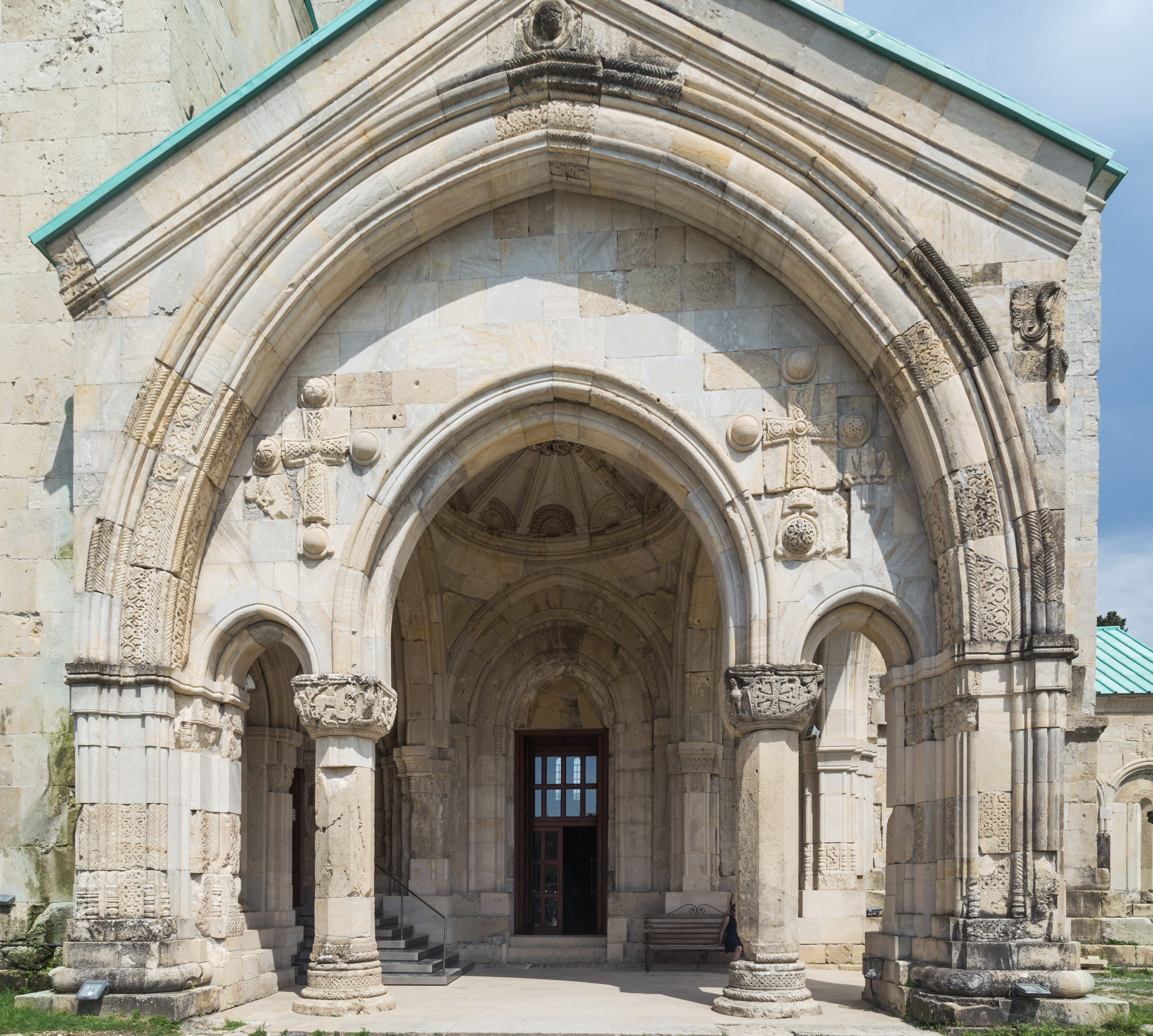